# Gran Premio motociclistico di Thailandia 2018
Il Gran Premio motociclistico di Thailandia 2018 è stato la quindicesima gara in calendario del motomondiale 2018, quattordicesima effettivamente disputata, e la prima edizione del Gran Premio motociclistico di Thailandia.
Si è disputata il 7 ottobre e le vittorie sono state di Fabio Di Giannantonio in Moto3, Francesco Bagnaia in Moto2 e Marc Márquez in MotoGP

## MotoGP
Nella classe regina la spunta lo spagnolo Marc Márquez incrociando la traiettoria con l'italiano Andrea Dovizioso all'ultima curva.
Per il leader del mondiale e autore della pole position si tratta del settimo successo stagionale. Completa il podio Maverick Viñales.                                                         
Non ha partecipato alle qualifiche e alla gara lo spagnolo Jorge Lorenzo, caduto durante le seconde prove libere del venerdì.

### Arrivati al traguardo
| Pos. | Nº | Pilota            | Squadra                     | Motocicletta       | Giri | Tempo     | Griglia | Punti |
| ---- | -- | ----------------- | --------------------------- | ------------------ | ---- | --------- | ------- | ----- |
| 1º   | 93 | Marc Márquez      | Repsol Honda                | Honda RC213V       | 26   | 39'55.722 | 1º      | 25    |
| 2º   | 4  | Andrea Dovizioso  | Ducati Team                 | Ducati Desmosedici | 26   | +0,115    | 3º      | 20    |
| 3º   | 25 | Maverick Viñales  | Movistar Yamaha             | Yamaha YZR-M1      | 26   | +0,270    | 4º      | 16    |
| 4º   | 46 | Valentino Rossi   | Movistar Yamaha             | Yamaha YZR-M1      | 26   | +1,564    | 2º      | 13    |
| 5º   | 5  | Johann Zarco      | Monster Yamaha Tech 3       | Yamaha YZR-M1      | 26   | +2,747    | 8º      | 11    |
| 6º   | 42 | Álex Rins         | Suzuki Ecstar               | Suzuki GSX-RR      | 26   | +3,023    | 11º     | 10    |
| 7º   | 35 | Cal Crutchlow     | LCR Honda Castrol           | Honda RC213V       | 26   | +6,520    | 5º      | 9     |
| 8º   | 19 | Álvaro Bautista   | Ángel Nieto Team            | Ducati Desmosedici | 26   | +6,691    | 12º     | 8     |
| 9º   | 9  | Danilo Petrucci   | Alma Pramac Racing          | Ducati Desmosedici | 26   | +9,944    | 9º      | 7     |
| 10º  | 43 | Jack Miller       | Alma Pramac Racing          | Ducati Desmosedici | 26   | +11,077   | 10º     | 6     |
| 11º  | 29 | Andrea Iannone    | Suzuki Ecstar               | Suzuki GSX-RR      | 26   | +15,488   | 6º      | 5     |
| 12º  | 55 | Hafizh Syahrin    | Monster Yamaha Tech 3       | Yamaha YZR-M1      | 26   | +17,691   | 18º     | 4     |
| 13º  | 41 | Aleix Espargaró   | Aprilia Racing Team Gresini | Aprilia RS-GP      | 26   | +21,413   | 16º     | 3     |
| 14º  | 21 | Franco Morbidelli | EG 0,0 Marc VDS             | Honda RC213V       | 26   | +22,802   | 13º     | 2     |
| 15º  | 38 | Bradley Smith     | Red Bull KTM Factory Racing | KTM RC16           | 26   | +23,628   | 15º     | 1     |
| 16º  | 45 | Scott Redding     | Aprilia Racing Team Gresini | Aprilia RS-GP      | 26   | +23,804   | 23º     |       |
| 17º  | 17 | Karel Abraham     | Ángel Nieto Team            | Ducati Desmosedici | 26   | +32,507   | 17º     |       |
| 18º  | 10 | Xavier Siméon     | Reale Avintia Raing         | Ducati Desmosedici | 26   | +37,216   | 20º     |       |
| 19º  | 81 | Jordi Torres      | Reale Avintia Raing         | Ducati Desmosedici | 26   | +39,204   | 21º     |       |
| 20º  | 12 | Thomas Lüthi      | EG 0,0 Marc VDS             | Honda RC213V       | 26   | +39,421   | 22º     |       |
| 21º  | 44 | Pol Espargaró     | Red Bull KTM Factory Racing | KTM RC16           | 26   | +53,388   | 19º     |       |
| 22º  | 30 | Takaaki Nakagami  | LCR Honda Idemitsu          | Honda RC213V       | 24   | +2 giri   | 14º     |       |

### Ritirato
| Nº | Pilota       | Squadra      | Motocicletta | Giri | Griglia |
| -- | ------------ | ------------ | ------------ | ---- | ------- |
| 26 | Dani Pedrosa | Repsol Honda | Honda RC213V | 18   | 7º      |

### Non partito
| Nº | Pilota        | Squadra     | Motocicletta       |
| -- | ------------- | ----------- | ------------------ |
| 99 | Jorge Lorenzo | Ducati Team | Ducati Desmosedici |

## Moto2
Nella classe Moto2 davanti a tutti l'italiano dello SKY Racing Team VR46 Francesco Bagnaia che con questa vittoria rafforza ulteriormente la sua leadership in campionato, portando il distacco dal portoghese Miguel Oliveira, terzo in questa gara, a 28 punti.
Completa il podio Luca Marini compagno di squadra di Bagnaia.

### Arrivati al traguardo
| Pos. | Nº | Pilota             | Squadra                    | Motocicletta       | Giri | Tempo     | Griglia | Punti |
| ---- | -- | ------------------ | -------------------------- | ------------------ | ---- | --------- | ------- | ----- |
| 1º   | 42 | Francesco Bagnaia  | SKY Racing Team VR46       | Kalex              | 24   | 39'00.009 | 6º      | 25    |
| 2º   | 10 | Luca Marini        | SKY Racing Team VR46       | Kalex              | 24   | +1,512    | 3º      | 20    |
| 3º   | 44 | Miguel Oliveira    | Red Bull KTM Ajo           | KTM                | 24   | +1,651    | 5º      | 16    |
| 4º   | 41 | Brad Binder        | Red Bull KTM Ajo           | KTM                | 24   | +1,808    | 7º      | 13    |
| 5º   | 20 | Fabio Quartararo   | MB Conveyors - Speed Up    | Speed Up           | 24   | +6,26     | 8º      | 11    |
| 6º   | 54 | Mattia Pasini      | Italtrans Racing           | Kalex              | 24   | +11,784   | 4º      | 10    |
| 7º   | 27 | Iker Lecuona       | Swiss Innovative Investors | KTM                | 24   | +15,29    | 12º     | 9     |
| 8º   | 45 | Tetsuta Nagashima  | Idemitsu Honda Team Asia   | Kalex              | 24   | +16,903   | 18º     | 8     |
| 9º   | 5  | Andrea Locatelli   | Italtrans Racing           | Kalex              | 24   | +18,608   | 16º     | 7     |
| 10º  | 24 | Simone Corsi       | Tasca Racing               | Kalex              | 24   | +21,181   | 13º     | 6     |
| 11º  | 97 | Xavi Vierge        | Dynavolt Intact GP         | Kalex              | 24   | +22,021   | 20º     | 5     |
| 12º  | 87 | Remy Gardner       | Tech 3 Racing              | Tech 3 Mistral 610 | 24   | +23,957   | 19º     | 4     |
| 13º  | 16 | Joe Roberts        | NTS RW Racing GP           | NTS                | 24   | +24,668   | 22º     | 3     |
| 14º  | 64 | Bo Bendsneyder     | Tech 3 Racing              | Tech 3 Mistral 610 | 24   | +26,302   | 23º     | 2     |
| 15º  | 66 | Niki Tuuli         | Petronas Sprinta Racing    | Kalex              | 24   | +26,817   | 28º     | 1     |
| 16º  | 77 | Dominique Aegerter | Kiefer Racing              | KTM                | 24   | +30,758   | 14º     |       |
| 17º  | 9  | Jorge Navarro      | Federal Oil Gresini        | Kalex              | 24   | +34,782   | 17º     |       |
| 18º  | 99 | Thitipong Warokorn | SAG Team                   | Kalex              | 24   | +38,315   | 26º     |       |
| 19º  | 57 | Edgar Pons         | MB Conveyors - Speed Up    | Speed Up           | 24   | +40,294   | 25º     |       |
| 20º  | 95 | Jules Danilo       | Nashi Argan SAG            | Kalex              | 24   | +40,845   | 30º     |       |
| 21º  | 89 | Khairul Idham Pawi | Idemitsu Honda Team Asia   | Kalex              | 24   | +41,349   | 24º     |       |
| 22º  | 18 | Xavier Cardelús    | Marinelli Snipers          | Kalex              | 24   | +43,908   | 29º     |       |
| 23º  | 4  | Steven Odendaal    | NTS RW Racing GP           | NTS                | 24   | +57,257   | 21º     |       |
| 24º  | 32 | Isaac Viñales      | Forward Racing             | Suter MMX2         | 24   | +59,207   | 31º     |       |
| 25º  | 21 | Federico Fuligni   | Tasca Racing               | Kalex              | 24   | +59,383   | 32º     |       |

### Ritirati
| Nº | Pilota              | Squadra                    | Motocicletta | Giri | Griglia |
| -- | ------------------- | -------------------------- | ------------ | ---- | ------- |
| 22 | Sam Lowes           | Swiss Innovative Investors | KTM          | 23   | 15º     |
| 7  | Lorenzo Baldassarri | Pons HP40                  | Kalex        | 10   | 1º      |
| 73 | Álex Márquez        | EG 0,0 Marc VDS            | Kalex        | 6    | 2º      |
| 62 | Stefano Manzi       | Forward Racing             | Suter MMX2   | 1    | 27º     |
| 40 | Augusto Fernández   | Pons HP40                  | Kalex        | 0    | 9º      |
| 23 | Marcel Schrötter    | Dynavolt Intact GP         | Kalex        | 0    | 10º     |
| 36 | Joan Mir            | EG 0,0 Marc VDS            | Kalex        | 0    | 11º     |

## Moto3
Dopo una gara molto combattuta, nella classe Moto3 vince la Honda del team di Fausto Gresini guidata da Fabio Di Giannantonio, che centra così il secondo successo stagionale davanti a Lorenzo Dalla Porta e a Dennis Foggia, partito dalla venticinquesima casella in griglia di partenza. Caduti all'ultima curva l'italiano Marco Bezzecchi e il connazionale Enea Bastianini. Bezzecchi mantiene comunque la seconda posizione provvisoria in campionato, alle spalle dello spagnolo Jorge Martín.

### Arrivati al traguardo
| Pos. | Nº | Pilota                | Squadra                    | Motocicletta  | Giri | Tempo     | Griglia | Punti |
| ---- | -- | --------------------- | -------------------------- | ------------- | ---- | --------- | ------- | ----- |
| 1º   | 21 | Fabio Di Giannantonio | Del Conca Gresini          | Honda NSF250R | 22   | 38'10.789 | 9º      | 25    |
| 2º   | 48 | Lorenzo Dalla Porta   | Leopard Racing             | Honda NSF250R | 22   | +0,135    | 10º     | 20    |
| 3º   | 10 | Dennis Foggia         | SKY Racing Team VR46       | KTM RC 250 GP | 22   | +0,466    | 25º     | 16    |
| 4º   | 88 | Jorge Martín          | Del Conca Gresini          | Honda NSF250R | 22   | +0,98     | 13º     | 13    |
| 5º   | 19 | Gabriel Rodrigo       | RBA BOE Skull Rider        | KTM RC 250 GP | 22   | +1,084    | 20º     | 11    |
| 6º   | 77 | Vicente Pérez         | Reale Avintia Academy 77   | KTM RC 250 GP | 22   | +1,232    | 12º     | 10    |
| 7º   | 8  | Nicolò Bulega         | SKY Racing Team VR46       | KTM RC 250 GP | 22   | +1,312    | 7º      | 9     |
| 8º   | 42 | Marcos Ramírez        | Bester Capital Dubai       | KTM RC 250 GP | 22   | +1,44     | 16º     | 8     |
| 9º   | 35 | Somkiat Chantra       | AP Honda Racing Thailand   | Honda NSF250R | 22   | +1,643    | 24º     | 7     |
| 10º  | 84 | Jakub Kornfeil        | Redox PrüstelGP            | KTM RC 250 GP | 22   | +1,718    | 23º     | 6     |
| 11º  | 16 | Andrea Migno          | Ángel Nieto Team           | KTM RC 250 GP | 22   | +3,386    | 28º     | 5     |
| 12º  | 27 | Kaito Toba            | Honda Team Asia            | Honda NSF250R | 22   | +3,613    | 26º     | 4     |
| 13º  | 65 | Philipp Öttl          | Südmetall Schedl GP Racing | KTM RC 250 GP | 22   | +4,13     | 18º     | 3     |
| 14º  | 14 | Tony Arbolino         | Marinelli Snipers          | Honda NSF250R | 22   | +4,319    | 4º      | 2     |
| 15º  | 7  | Adam Norrodin         | Petronas Sprinta Racing    | Honda NSF250R | 22   | +4,657    | 22º     | 1     |
| 16º  | 9  | Apiwath Wongthananon  | VR46 Master Camp           | KTM RC 250 GP | 22   | +4,802    | 15º     |       |
| 17º  | 5  | Jaume Masiá           | Bester Capital Dubai       | KTM RC 250 GP | 22   | +4,884    | 2º      |       |
| 18º  | 52 | Jeremy Alcoba         | Estrella Galicia 0,0       | Honda NSF250R | 22   | +23,915   | 29º     |       |
| 19º  | 81 | Stefano Nepa          | CIP - Green Power          | KTM RC 250 GP | 22   | +23,964   | 27º     |       |
| 20º  | 22 | Kazuki Masaki         | RBA BOE Skull Rider        | KTM RC 250 GP | 22   | +59,39    | 3º      |       |

### Non classificato
| Nº | Pilota          | Squadra         | Motocicletta  | Giri | Tempo     | Griglia |
| -- | --------------- | --------------- | ------------- | ---- | --------- | ------- |
| 12 | Marco Bezzecchi | Redox PrüstelGP | KTM RC 250 GP | 22   | +1'13.285 | 1º      |

### Ritirati
| Nº | Pilota                 | Squadra                 | Motocicletta  | Giri | Griglia |
| -- | ---------------------- | ----------------------- | ------------- | ---- | ------- |
| 33 | Enea Bastianini        | Leopard Racing          | Honda NSF250R | 21   | 8º      |
| 17 | John McPhee            | CIP - Green Power       | KTM RC 250 GP | 20   | 19º     |
| 41 | Nakarin Atiratphuvapat | Honda Team Asia         | Honda NSF250R | 19   | 21º     |
| 71 | Ayumu Sasaki           | Petronas Sprinta Racing | Honda NSF250R | 13   | 11º     |
| 75 | Albert Arenas          | Ángel Nieto Team        | KTM RC 250 GP | 6    | 17º     |
| 23 | Niccolò Antonelli      | SIC58 Squadra Corse     | Honda NSF250R | 4    | 5º      |
| 24 | Tatsuki Suzuki         | SIC58 Squadra Corse     | Honda NSF250R | 4    | 14º     |
| 40 | Darryn Binder          | Red Bull KTM Ajo        | KTM RC 250 GP | 3    | 6º      |
| 72 | Alonso López           | Estrella Galicia 0,0    | Honda NSF250R | 3    | 30º     |